# Garcia V av Navarra
García V Sánchez av Nájera var kung över Navarra från år 1035 till 1054
Han var den äldste legitime sonen till Sancho III den store, vilket medförde att han ärvde Navarra och att han hade bestämmanderätt över sina bröder. García agerade som en sorts överherre. García bror Ferdinand mottog Kastilien som ett kungarike, brodern Gonzala fick Sobrarbe och Ribagorza som också fick status som kungarike och Garcías äldste men oäkta bror Ramiro fick Aragonien.
År 1037 bad Ferdinand García V om hjälp mot Bermudo III av León. I ett slag nära Pisuerga besegrade de två bröderna Bermudo. Som följd av detta övertog Ferdinand makten i León och som tack för hjälpen kunde Navarra expandera till Santanderbukten.
García V gifte sig 1038, med Estefanía, dotter till Ramon Borrell, greve av Barcelona och de fick fyra söner och fem döttrar.
- Sancho IV av Peñalén, kung av Navarra, gift med Placencia
- Ramiro (död 1083), herre av Calahorra, gift med Teresa
- Ferdinand av Bucesta, gift med Nuña de Vizcaya
- Raymond Brodermördaren (Ramón el Fratricida), herre av Murillo och Cameros
- Ermesinda, gift med Fortún Sánchez de Yarnoz
- Mayor, gift med Guy II av Masón.
- Urraca (död 1108), gift med García Ordóñez
- Jimena
- Mencia (död 1106), gift med Lope de Nájera

García V hade också ett antal oäkta söner:
- Sancho, herre av Uncastillo och Sangüesa, gift med Constanzar
- Ramiro

Efter Garcías död gifte Estefanía troligen om sig med en norsk äventyrare. Enligt en dikt så gifte sig en av Estefanías döttrar med en oäkta son till García.